# Hypercompe
Hypercompe är ett släkte av fjärilar. Hypercompe ingår i familjen björnspinnare.

## Bildgalleri

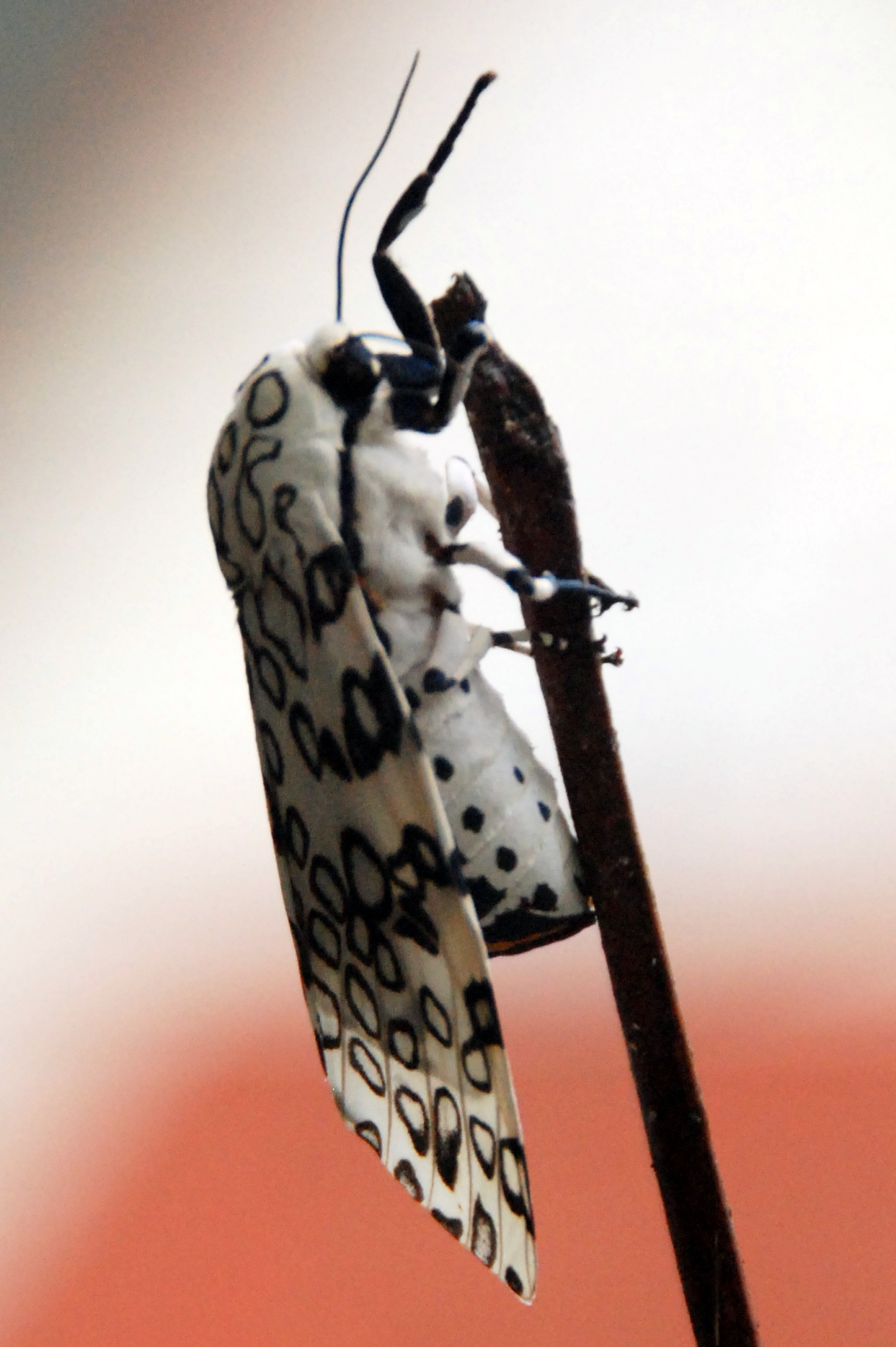
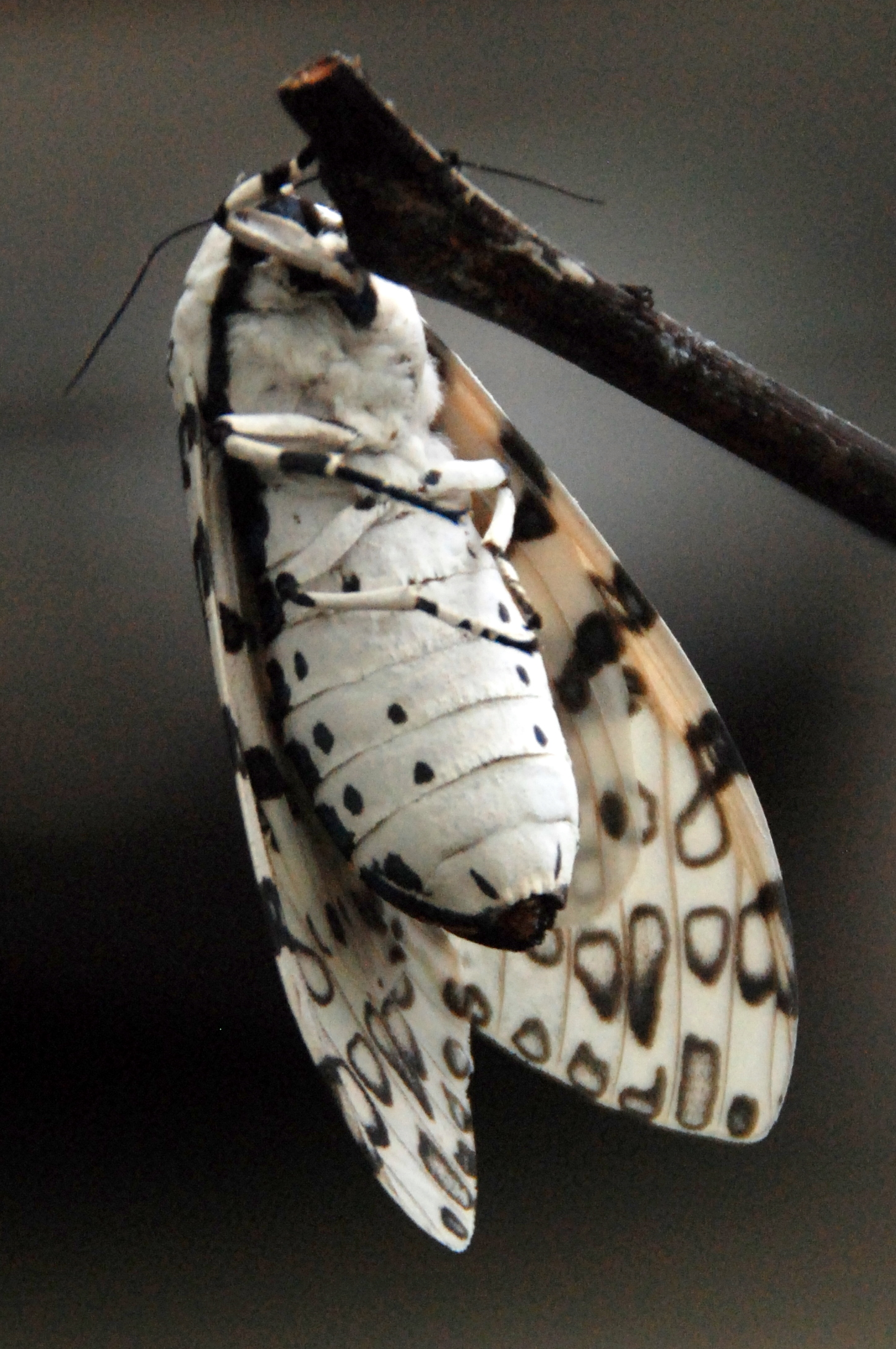
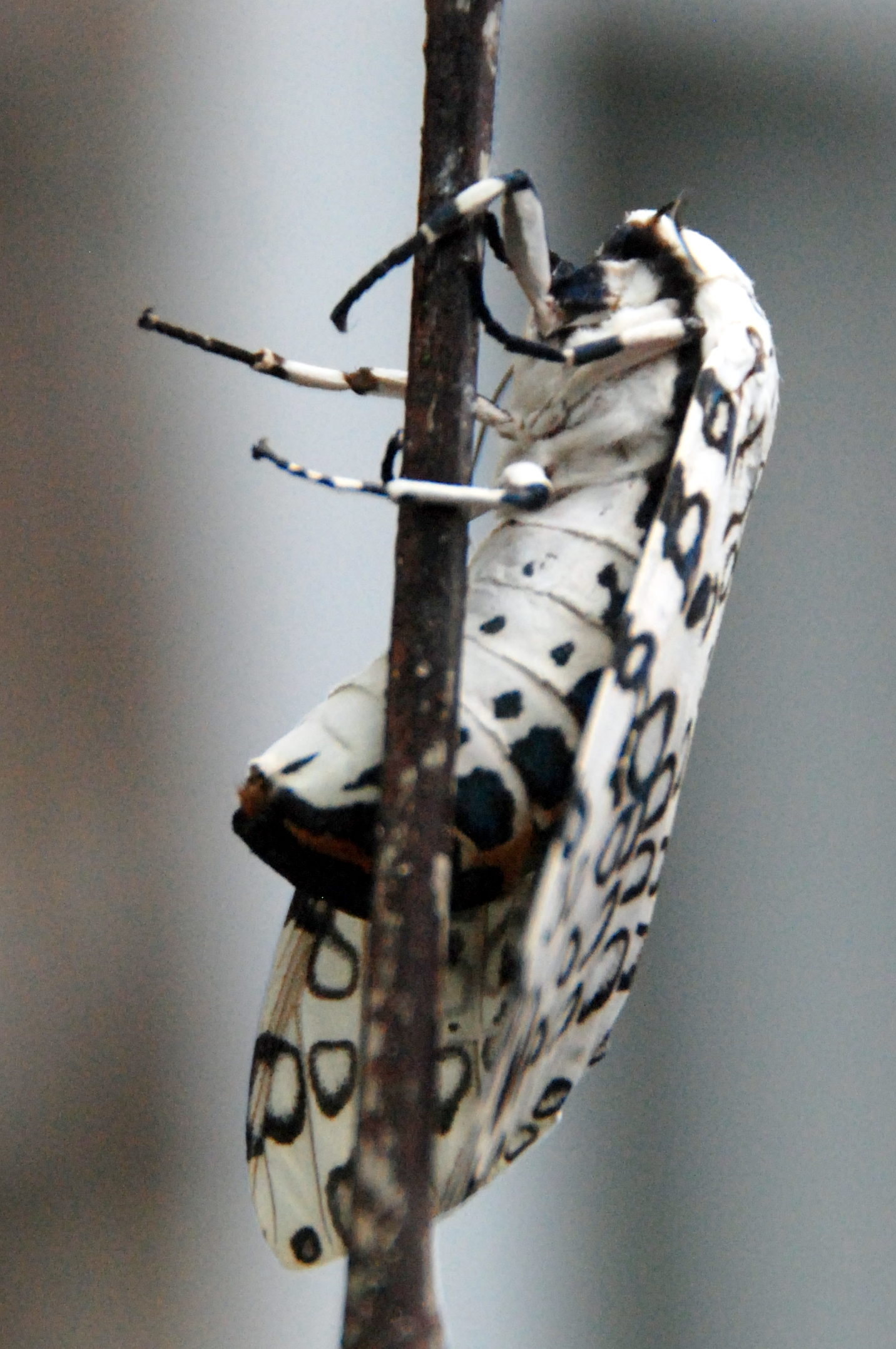
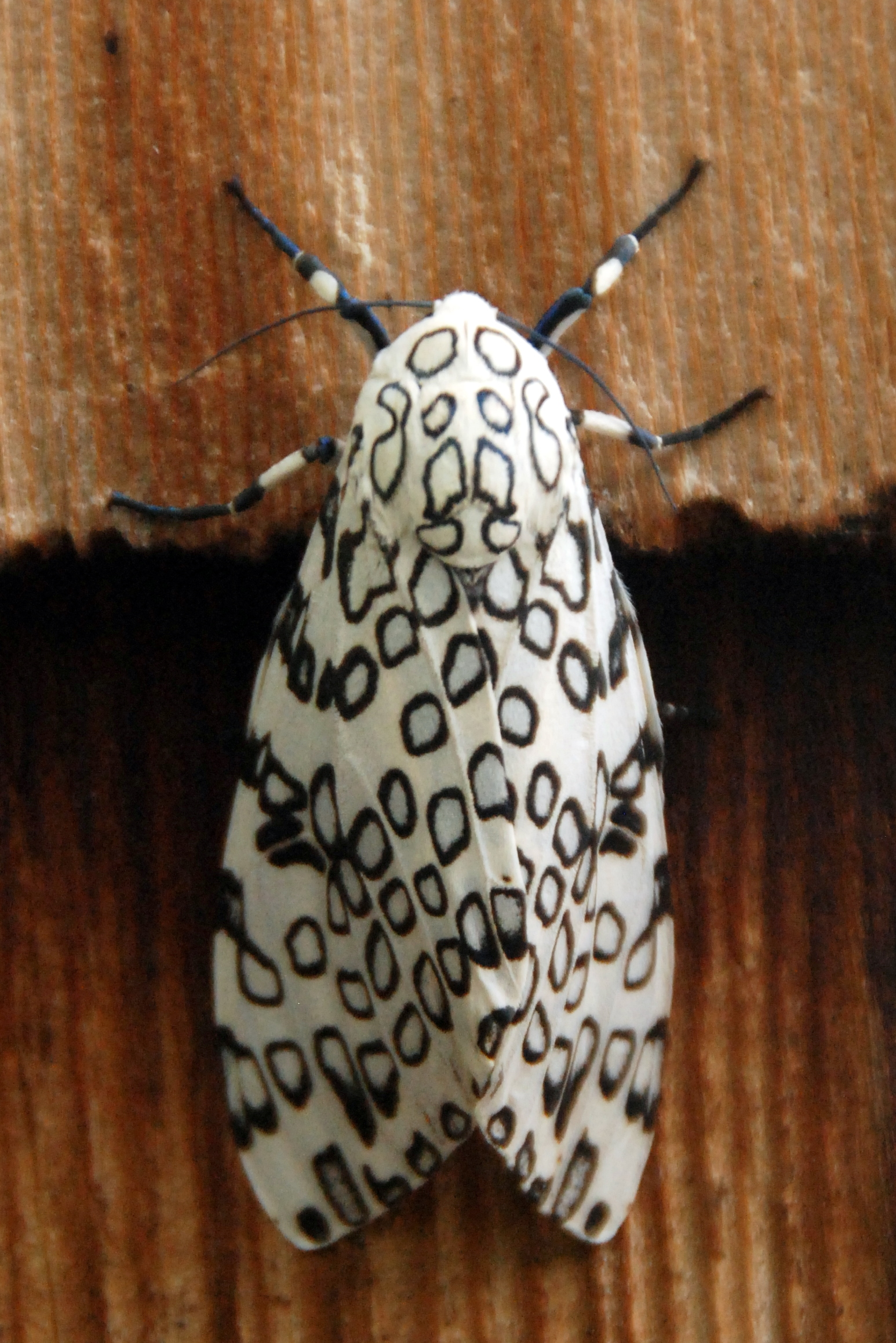
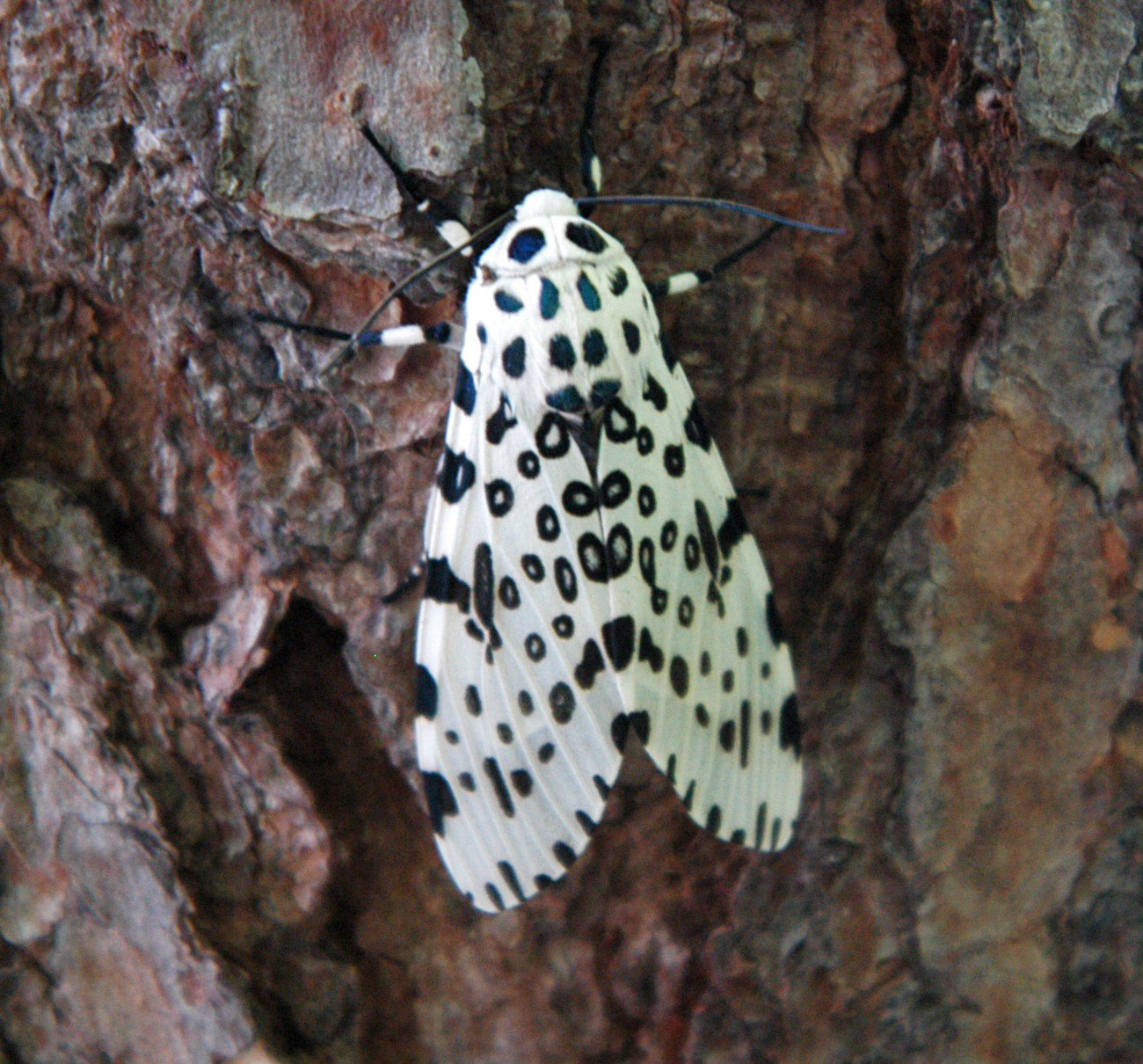
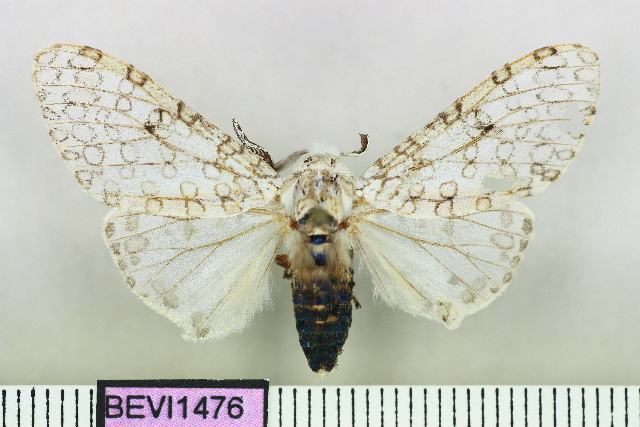

## Dottertaxa tillHypercompe, i alfabetisk ordning[1]
- Hypercompe abdominalis
- Hypercompe abscondens
- Hypercompe albescens
- Hypercompe albicollis
- Hypercompe albicornis
- Hypercompe albiscripta
- Hypercompe alpha
- Hypercompe alphaeoides
- Hypercompe amula
- Hypercompe amulaensis
- Hypercompe andensis
- Hypercompe andromela
- Hypercompe annexa
- Hypercompe annularia
- Hypercompe annulifascia
- Hypercompe anomala
- Hypercompe aramis
- Hypercompe arctioides
- Hypercompe atra
- Hypercompe bahiaensis
- Hypercompe bari
- Hypercompe beckeri
- Hypercompe bicatena
- Hypercompe boisduvali
- Hypercompe bolivar
- Hypercompe brasiliensis
- Hypercompe bricenoi
- Hypercompe burmeisteri
- Hypercompe caeca
- Hypercompe campinasa
- Hypercompe candida
- Hypercompe castronis
- Hypercompe catena
- Hypercompe caudata
- Hypercompe caudulosa
- Hypercompe cayennensis
- Hypercompe cermelii
- Hypercompe chelifer
- Hypercompe chilensis
- Hypercompe chryseis
- Hypercompe columbina
- Hypercompe confluens
- Hypercompe confusa
- Hypercompe conspersa
- Hypercompe contexta
- Hypercompe cotyora
- Hypercompe cretacea
- Hypercompe cunegunda
- Hypercompe cunigunda
- Hypercompe cyaneator
- Hypercompe cyaneicornis
- Hypercompe decipiens
- Hypercompe decora
- Hypercompe deflorata
- Hypercompe degenera
- Hypercompe delicatula
- Hypercompe denudata
- Hypercompe depauperata
- Hypercompe detecta
- Hypercompe detectiva
- Hypercompe dissimilis
- Hypercompe distans
- Hypercompe dognini
- Hypercompe dorsata
- Hypercompe dubia
- Hypercompe dubiosa
- Hypercompe ecpantherioides
- Hypercompe eminens
- Hypercompe eridane
- Hypercompe eridanus
- Hypercompe euripides
- Hypercompe extrema
- Hypercompe flavopunctata
- Hypercompe fuscescens
- Hypercompe galanthis
- Hypercompe ganglio
- Hypercompe garzoni
- Hypercompe gaujoni
- Hypercompe granula
- Hypercompe guadulpensis
- Hypercompe haitensis
- Hypercompe hambletoni
- Hypercompe hebona
- Hypercompe heterogena
- Hypercompe icasia
- Hypercompe indecisa
- Hypercompe indecisana
- Hypercompe jaguarina
- Hypercompe kennedyi
- Hypercompe kinkelini
- Hypercompe laeta
- Hypercompe lantanae
- Hypercompe lemairei
- Hypercompe leucarctioides
- Hypercompe magdalenae
- Hypercompe marcescens
- Hypercompe melanoleuca
- Hypercompe menoda
- Hypercompe mexicana
- Hypercompe mielkei
- Hypercompe misera
- Hypercompe mus
- Hypercompe muzina
- Hypercompe nemophila
- Hypercompe neurophylla
- Hypercompe nigriloba
- Hypercompe nigriplaga
- Hypercompe obesa
- Hypercompe obliterata
- Hypercompe obscura
- Hypercompe obsolescens
- Hypercompe obtecta
- Hypercompe ochreator
- Hypercompe ockendeni
- Hypercompe ocularia
- Hypercompe oculatissima
- Hypercompe orbiculata
- Hypercompe orsa
- Hypercompe oslari
- Hypercompe pardalis
- Hypercompe pellucida
- Hypercompe pelucida
- Hypercompe permaculata
- Hypercompe perplexa
- Hypercompe persephone
- Hypercompe persola
- Hypercompe pertestacea
- Hypercompe peruvensis
- Hypercompe postfusca
- Hypercompe praeclara
- Hypercompe proxima
- Hypercompe pseudomus
- Hypercompe pudorina
- Hypercompe pura
- Hypercompe quitensis
- Hypercompe reducta
- Hypercompe robusta
- Hypercompe scribonia
- Hypercompe semiclara
- Hypercompe sennettii
- Hypercompe simplex
- Hypercompe steinbachi
- Hypercompe suffusa
- Hypercompe syntomiformis
- Hypercompe tenebra
- Hypercompe tenella
- Hypercompe tessellata
- Hypercompe testacea
- Hypercompe theophila
- Hypercompe thiemei
- Hypercompe trebula
- Hypercompe trinitatis
- Hypercompe turruptianoides
- Hypercompe uncia
- Hypercompe unilineata
- Hypercompe xanthonota
- Hypercompe yukatanensis